# Gonzalo Najar
Pour les articles homonymes, voir Najar.
Gonzalo Joaquín Najar, né le 27 novembre 1993, est un coureur cycliste argentin.

## Biographie
En janvier 2018, il gagne à la surprise générale le Tour de San Juan, principale course cycliste du pays, devant le vétéran espagnol Óscar Sevilla. En mai 2018, l'Union cycliste internationale annonce que Najar a été contrôlé positif à l'EPO CERA à l'issue de cette course, alors que son coéquipier Gastón Javier  a été contrôlé positif aux stéroïdes anabolisants androgènes. Ces deux contrôles entraînent la suspension de leur équipe Sindicato de Empleados Públicos de San Juan. En décembre 2018, il est suspendu quatre ans, jusqu'au 2 mai 2022. En décembre, Najar est déclassé du Tour de San Juan au profit de Sevilla.

## Palmarès
- 2011
  - 2e étape du Tour de Tarija
- 2012
  - Prologue du Tour de Tarija
- 2013
  - 3e du championnat d'Argentine sur route espoirs
- 2014
  - Prologue du Tour de Tarija
  - 2e du Tour de Tarija
- 2015
  - Prologue du Tour de Tarija
  - 2e du Tour de Tarija
- 2016
  - 1re étape du Tour de Mendoza
  - Prologue du Giro del Sol San Juan (contre-la-montre par équipes)
  - 3e étape de la Doble Calingasta
  - 2e de la Doble Calingasta
- 2017
  -  Champion d'Argentine sur route
  - 1re étape du Tour de Mendoza
  - 2e du Tour de Mendoza
- 2018
  - Tour de San Juan
    - Classement général
    - 5e étape

  - 1re et 5e (contre-la-montre) étapes du Tour de Mendoza
  - 5e étape du Tour de Chiloé
  - 2e du Tour de Mendoza

## Classements mondiaux
| Année            | 2017 |
| ---------------- | ---- |
| UCI America Tour | 225e |